# 舒格米爾伍茲 (佛羅里達州)
舒格米爾伍茲（英語：Sugarmill Woods）是位於美國佛羅里達州西特拉斯縣的一個人口普查指定地區。

## 地理
舒格米爾伍茲的座標為28°44′00″N 82°31′22″W / 28.73333°N 82.52278°W，而該地最高點為海拔高度25米（即82英尺）。

## 人口
根據2010年美國人口普查的數據，舒格米爾伍茲的面積為68.80平方千米，當中陸地面積為68.80平方千米，而水域面積為0.00平方千米。當地共有人口8287人，而人口密度為每平方千米120人。